# Erwin Thijs
Erwin Thijs (født 6. august 1970) er en belgisk tidligere professionel cykelrytter.